# 紀長田麻呂
紀 長田麻呂（き の おさだまろ）は、平安時代初期の貴族。式部大輔・紀古麻呂の曾孫。相模介・紀稲手の子。官位は従四位上・宮内大輔。勲等は勲七等。

## 経歴
平城朝の大同3年（808年）筑前守、次いで大宰少弐に任ぜられる（この時の位階は従五位下）。
弘仁3年（812年）玄蕃頭、弘仁4年（813年）治部少輔・治部大輔次いで宮内大輔と嵯峨朝初頭は京官を歴任。弘仁6年（815年）従五位上・備前介に叙任されると、弘仁10年（819年）正五位下、弘仁14年（823年）従四位下から従四位上に昇叙されるなど、嵯峨朝後半以降は順調に昇進を果たしている。
淳仁朝の天長2年（825年）6月9日卒去。享年71。最終官位は散位従四位上。

## 人物
史書を学んでいなかったが、ちょっとした技を多く身につけていた。清貧に満足し、名声や利益を追い求めることはなかった。いわゆる、青松の下必ず清風あり、といった清らかな雰囲気の人物であった。

## 官歴
『日本後紀』による。
- 時期不詳：従五位下
- 大同3年（808年） 5月14日：筑前守。5月21日：大宰少弐
- 弘仁3年（812年） 正月12日：玄蕃頭
- 弘仁5年（814年） 7月1日：治部少輔。7月10日：治部大輔。9月7日：宮内大輔
- 弘仁6年（815年） 正月7日：従五位上。正月10日：備前介
- 弘仁10年（819年） 正月7日：正五位下
- 時期不詳：従四位下
- 弘仁14年（823年） 正月7日：従四位上
- 天長2年（825年） 6月9日：卒去（散位従四位上）